# Église Saint-Martin de Coirac
Pour les articles homonymes, voir Église Saint-Martin.
L'église Saint-Martin est une église catholique située dans la commune de Coirac, dans le département de la Gironde, en France.

## Localisation
L'église se trouve au cœur du village, le long de la route départementale D228 (Saint-Brice au nord-est et Gornac au sud).

## Historique
Le village de Coirac s'était implanté sur les ruines d'une villa gallo-romaine, dite Gallo Bassa. Le prieuré du village fut donné à l'abbaye de La Sauve-Majeure en 1086 et les seigneurs de Coirac et Batbeau ont comblé le prieuré de donations. Cet historique confirmerait que l'actuel édifice remonterait à la fin du XIe siècle.
Au XVIe siècle, un bas-côté composé de deux travées voûtées d'ogives est rajouté au sud de l'église. L'église présente une nef et un portail d'architecture romane ; ce dernier est surmonté d'un clocher de style néogothique construit en 1875.
Dans le cimetière, devant la façade de l'église se trouve une croix en pierre. Le mot Procession, deux mots indéchiffrables et la date 1897 y sont gravés. Il s'agit assurément de ce qu'on appelle une croix de mission.
Le portail est inscrit au titre des monuments historiques par arrêté du 10 décembre 1925.

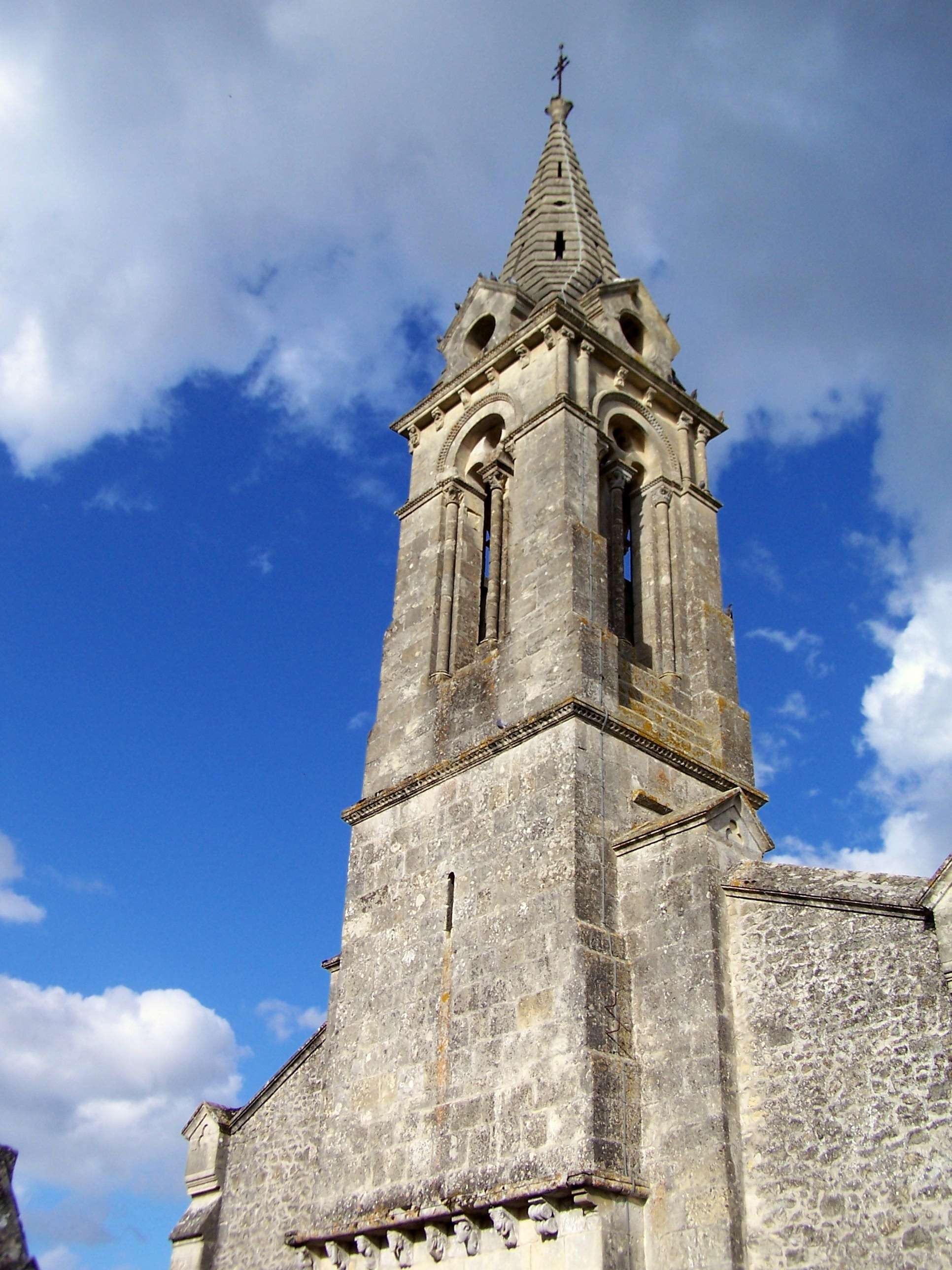
Le clocher néogothique
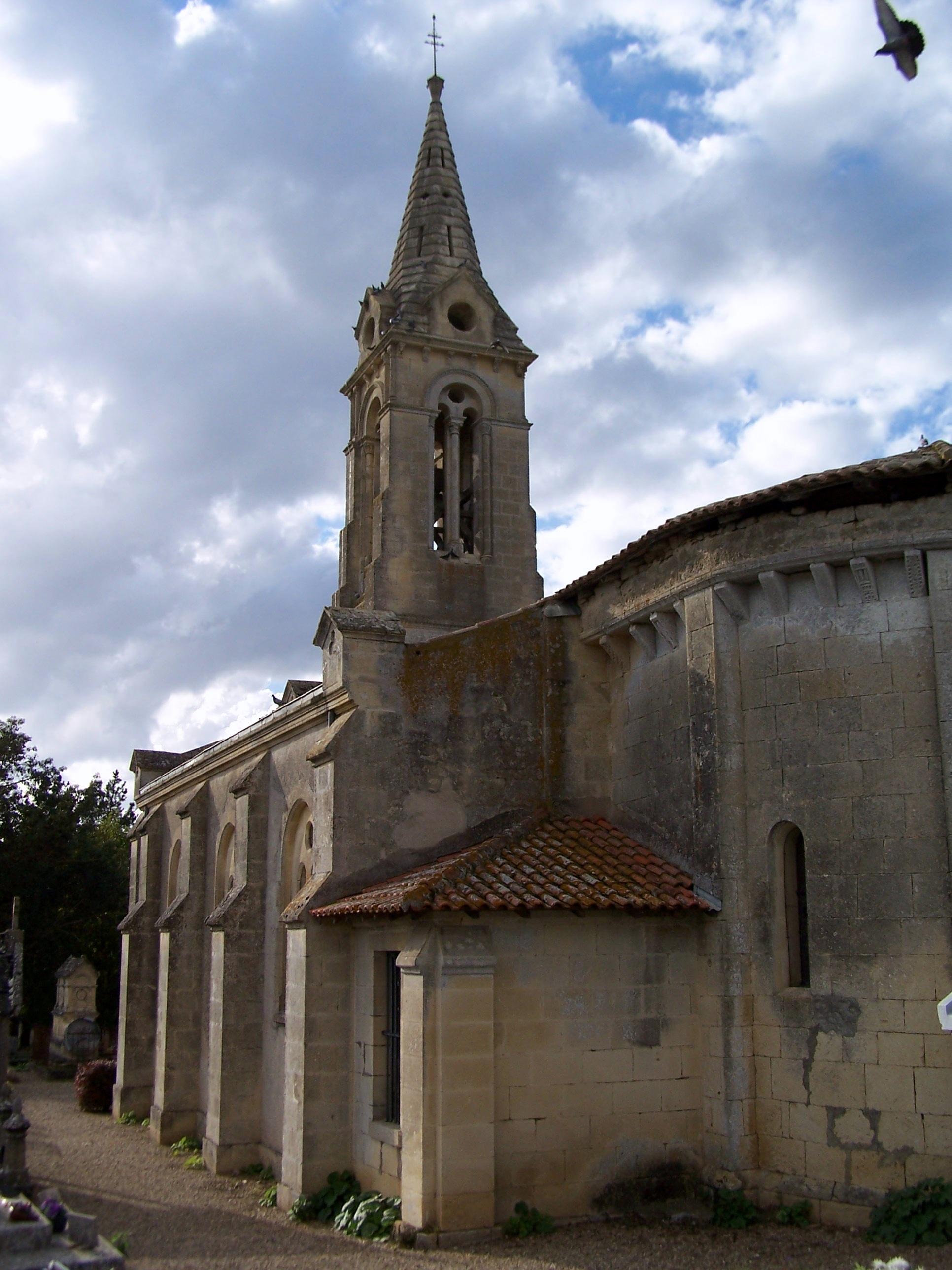
La façade sud
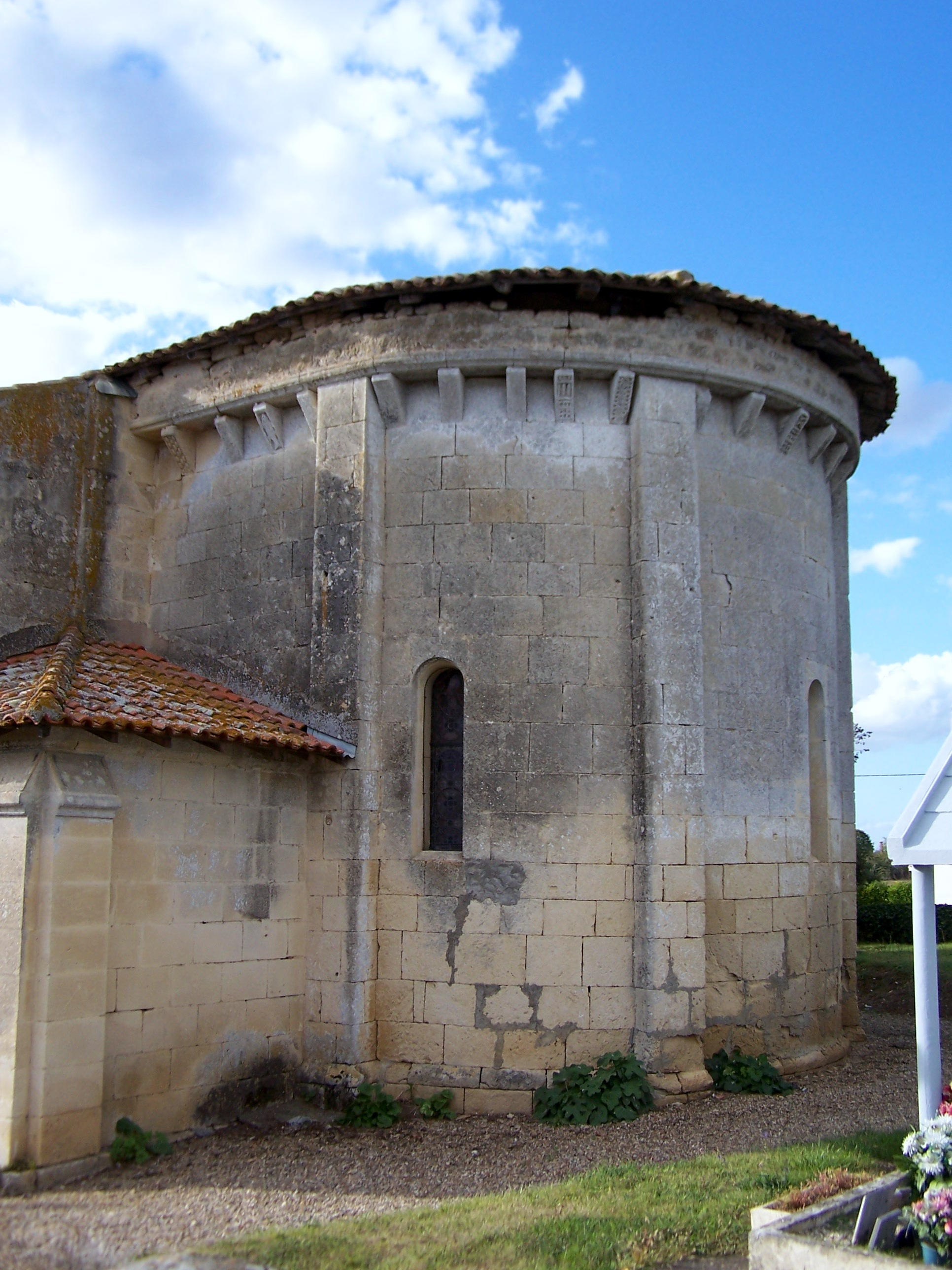
Le chevet, vue sud-est
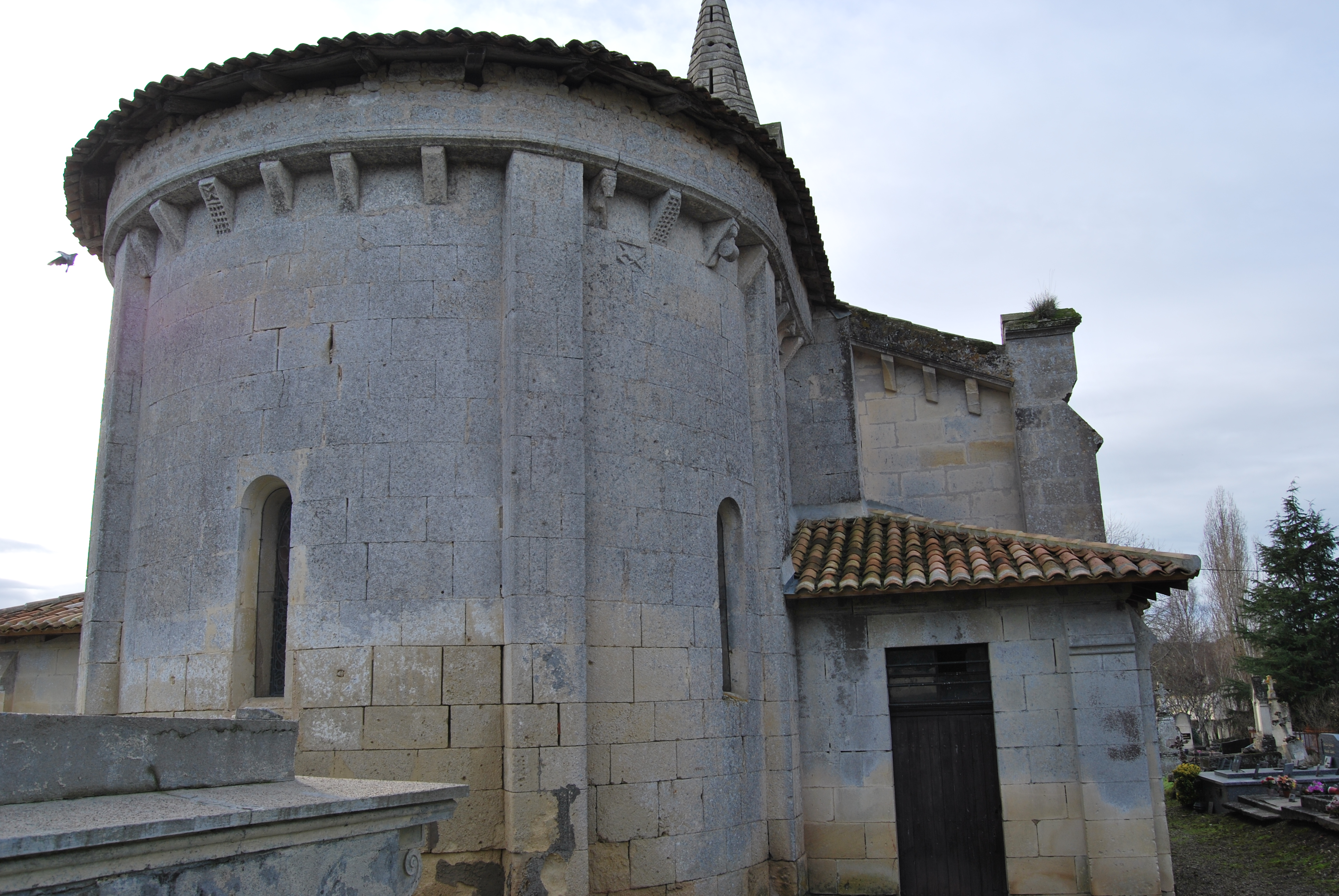
Le chevet, vue nord-est

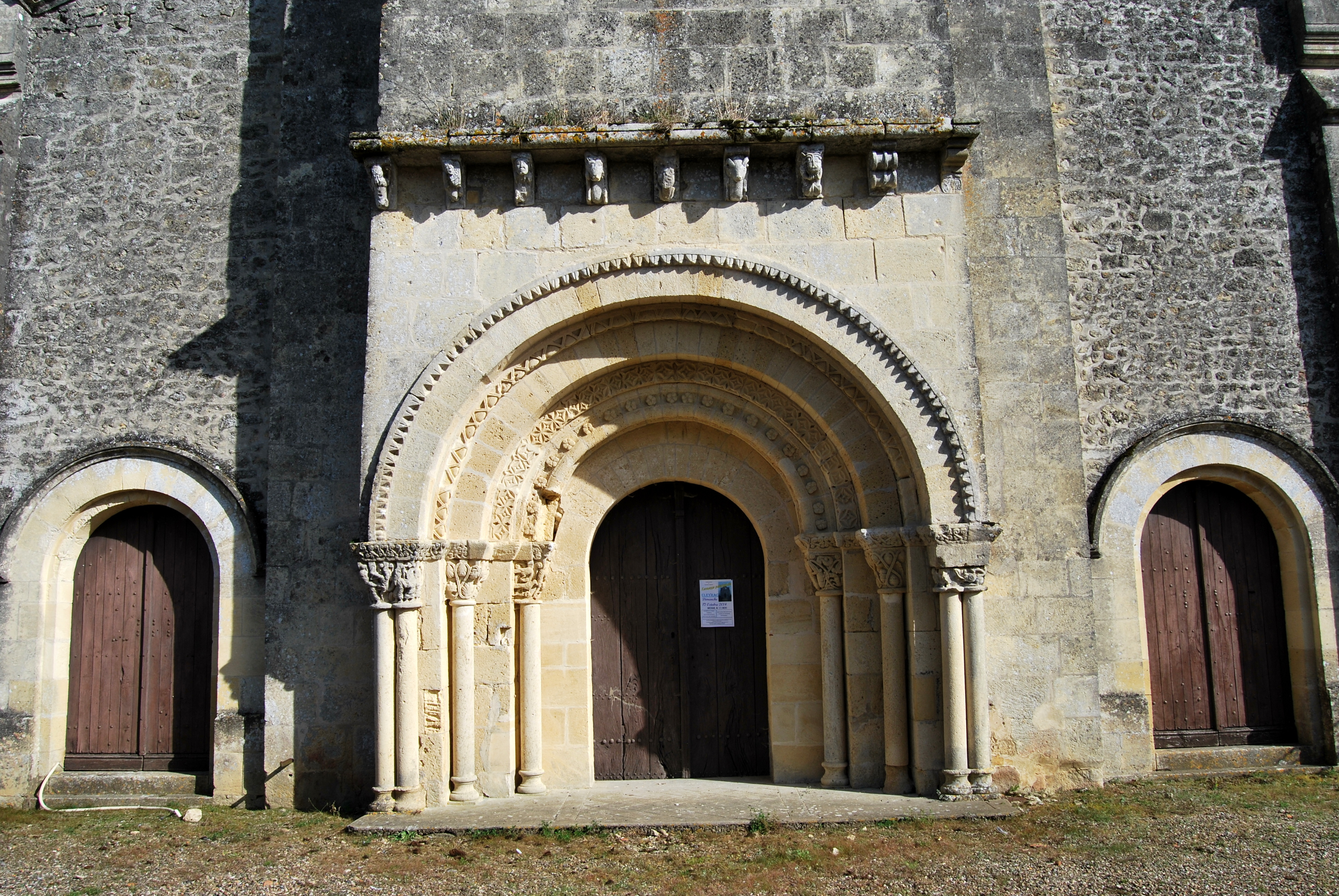
Façade romane
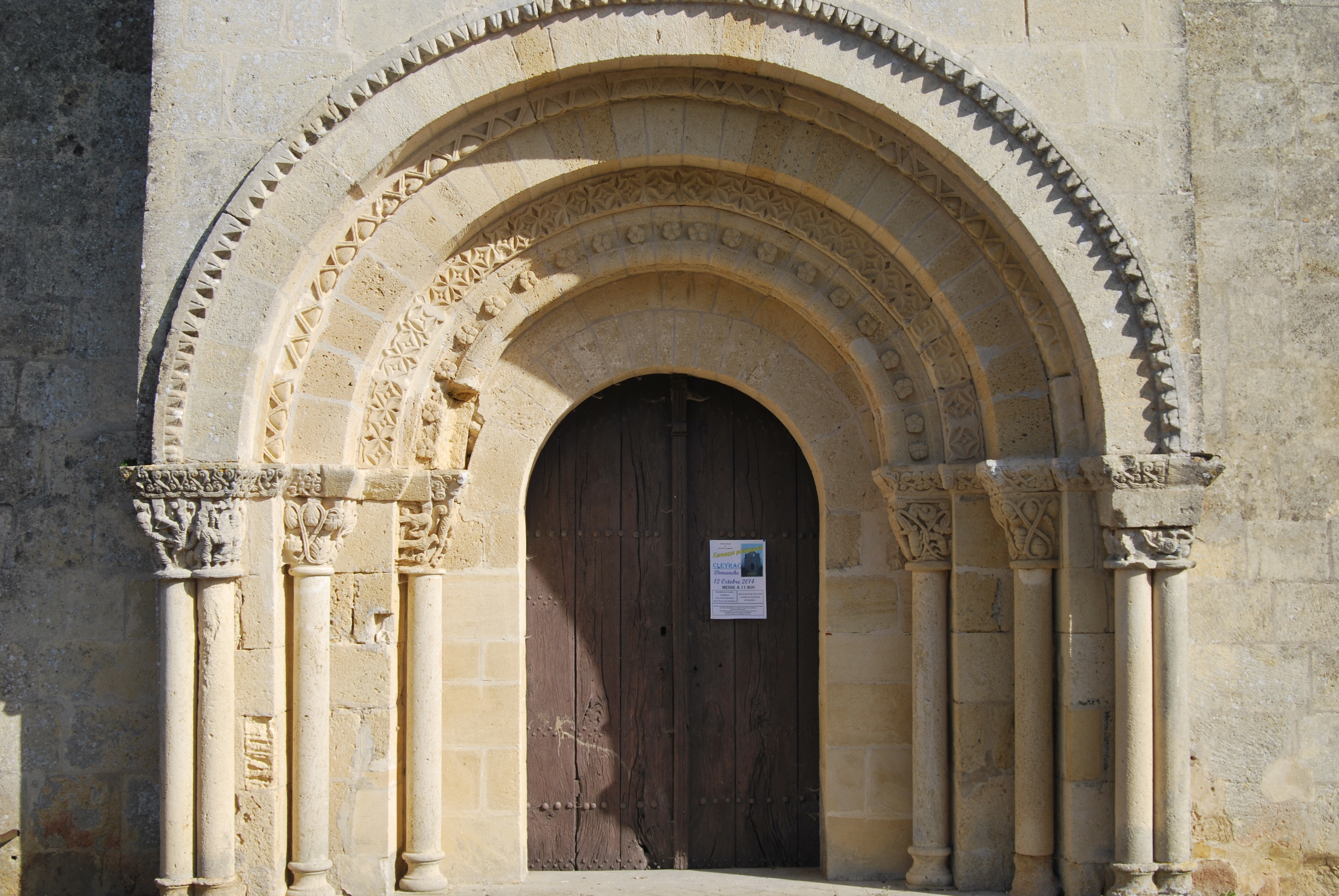
Portail roman

À l'entrée du bourg se trouve une Croix de chemin. La croix actuelle, posée en 1838 (sans doute une croix de mission), est composée d'un socle sur quatre marches, d'un autel en pierre surmonté d'un pilastre et au-dessus, une petite croix en fer forgé.
Cette croix serait à l'emplacement de l'une des quatre croix délimitant autrefois le territoire de l'ancienne sauveté de Coirac : l'espace protégé par la Paix de Dieu, qui permettait aux hommes de vivre et travailler librement dans cette zone, hors des dangers de poursuite.

## L'iconographie romane
La totalité de l'iconographie romane principale se trouve sur le portail : six chapiteaux de grand format, dont quatre avec figures. Le programme secondaire en façade consiste en neuf modillons, imitant des modèles de l'abbaye de La Sauve-Majeure et, sur le chevet, en modillons plats et très stylisés.

### Le portail
Les sculptures figurées du portail sont sur les chapiteaux qui reçoivent le premier et le troisième arc. Pour la deuxième voussure, elle repose sur des compositions à décor végétal.
Chapiteau nord 1 : Pigne entre six animaux
Le tailloir est orné de deux protomés superposés de loups. Sur la corbeille, six animaux sont disposés symétriquement autour d'un pomme de pin appendue aux volutes de l'angle.
En haut, deux oiseaux déplient leur long cou pour se gratter le bec avec une patte. Au sol, deux serpents se dressent pour attaquer la pomme de pin qui est déjà picorée par deux autres oiseaux.
La pigne était le symbole du fruit de vie. Les animaux impurs qui se préparent à en consommer sont des profanateurs, tout comme ceux qui s'en désintéressent et préfèrent procéder à leur toilette en négligeant le sacrement de l'Eucharistie.
Chapiteau nord 3 : La chaîne des sept barbus
Sept personnages forment une chaîne. Deux d'entre eux ont perdu leur tête. Les visages sont différenciés, mais tous portent la même tunique à plis triangulaires. Chaque homme possède une chevelure aussi longue que sa barbe taillée en pointe. Chacun tient les cheveux de celui qui le précède avec la main droite et la barbe de celui qui le suit avec la main gauche, sauf le premier qui tient sa propre barbe et le dernier qui tient un hochet dans sa main gauche.
Chapiteau sud 1 : Six animaux dans les mailles d'un végétal
La trame, empruntée des deux chapiteaux à décor végétal, consiste en un rets végétal à mailles larges. L'axe est défini par une boucle végétale en losange, qui se referme au moyen de deux campanules pendantes. Le cordon torsadé est terminé par deux spirales.
Sur la face principale, un quadrupède lèche la liane centrale. À son côté, un grand fauve se dresse verticalement pour happer la queue et le bec d'un oiseau.
Sur la petite face, se trouve la même composition en miroir.
L'association des entrelacs végétaux et des bêtes à petites pattes et longs cous se trouvent fréquemment dans les illustrations marginales des manuscrits monastiques. Le sens caché (s'il y en a un !) est inconnu.
Chapiteau sud 3 : Combat contre un dragon
La corbeille est très endommagée et, seule, la partie basse du double chapiteau a pu être sauvée. La description suit celle de Léo Drouyn, qui a pu noter des détails qui manquent aujourd'hui. Sur la face principale, on distingue un petit dragon mal formé. Il vient de recevoir le fer de lance dans son gosier.
Il subsiste, sur la petite face, les quatre jambes, couvertes par une tunique, des deux combattants. Il semble que celui de droite soit nu-pieds et, dans ce cas, il s'agit certainement d'un ange venu combattre le dragon. Le personnage qui se tient à ses côtés porte des chaussures, c'est donc un être humain. La présence d'un homme laisse supposer qu'une âme était à sauver et qu'une psychostasie, assurée par saint Michel, se superposait à la défaite du dragon.
Les chapiteaux nord 2 et sud 2 : Décor végétal

### Les modillons
Les modillons de la façade imitent les modèles de l'abbaye de La sauve-Majeure, sans en atteindre la qualité plastique. En contrepartie, les reliefs de la série modillonnaire du chevet sont plats, sans décoration ou avec une décoration très stylisée.
Comme toujours, avec des séries modillionnaires authentiques sur les façades, le thème évoqué symboliquement est une mise en garde contre le péché de la luxure. Le neuvième modillon est un remplacement, dans le style des modillons du chevet.

Les modillons de la façade
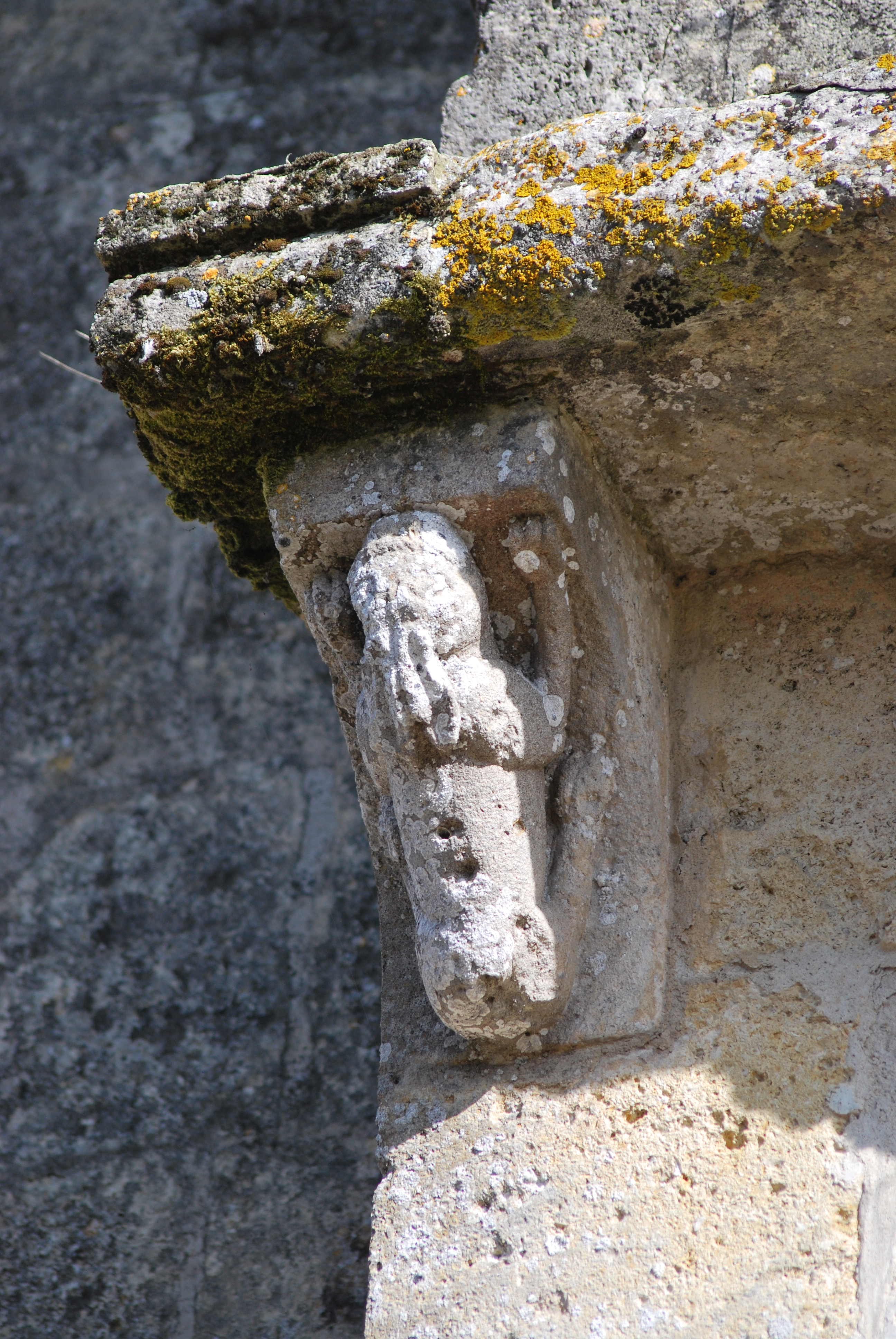
Lapin
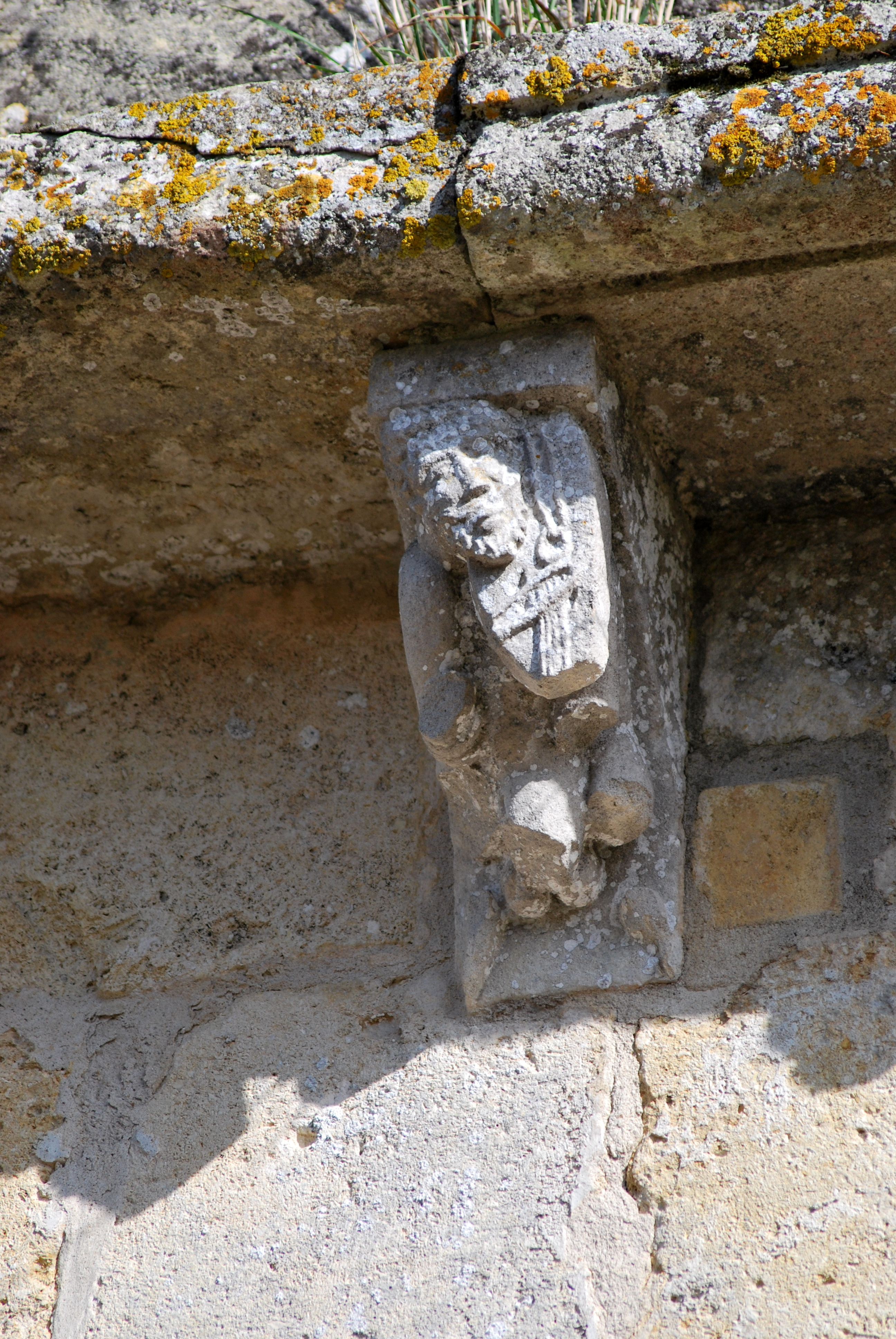
Joueur de vièle
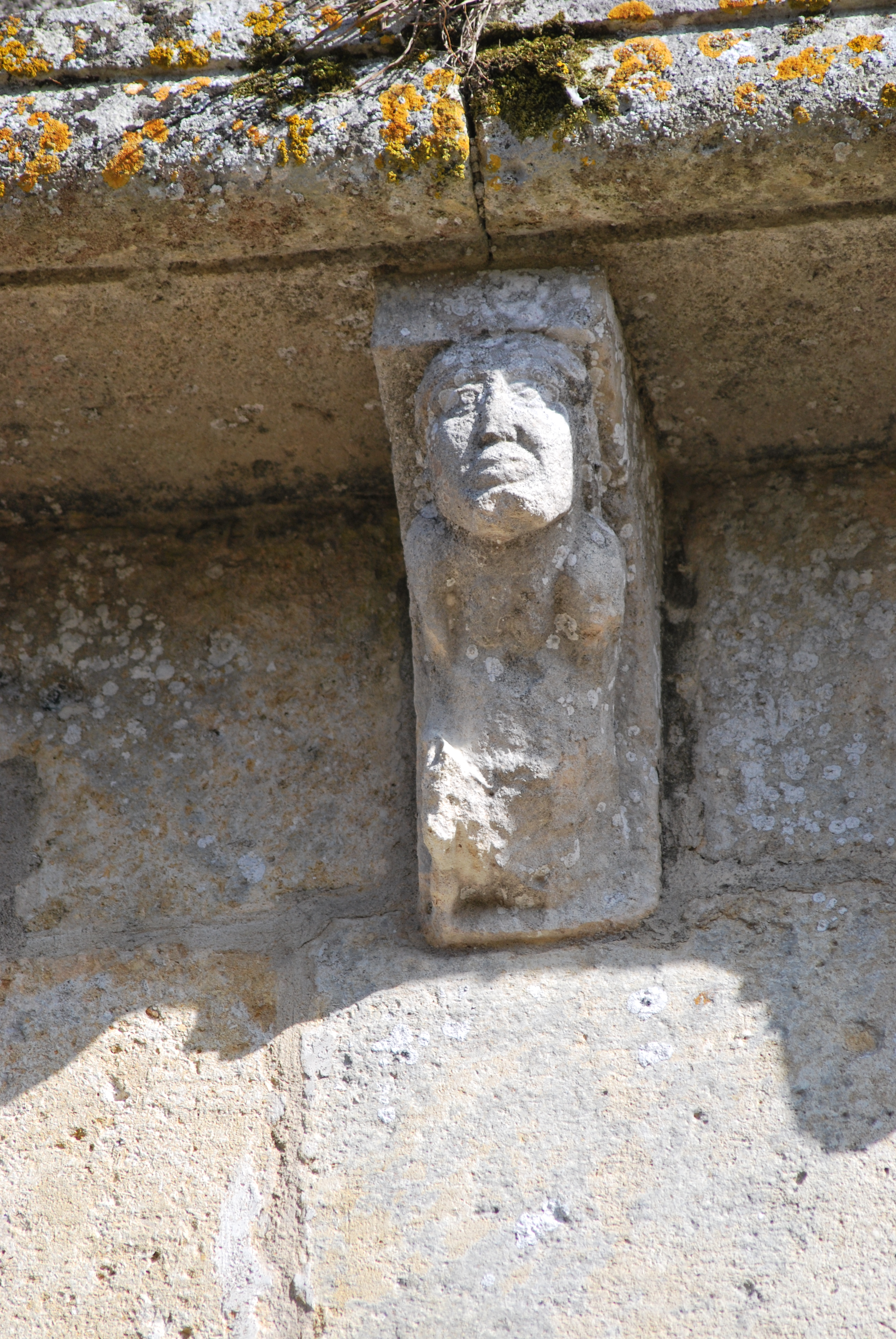
Homme ithyphallique (détruit)
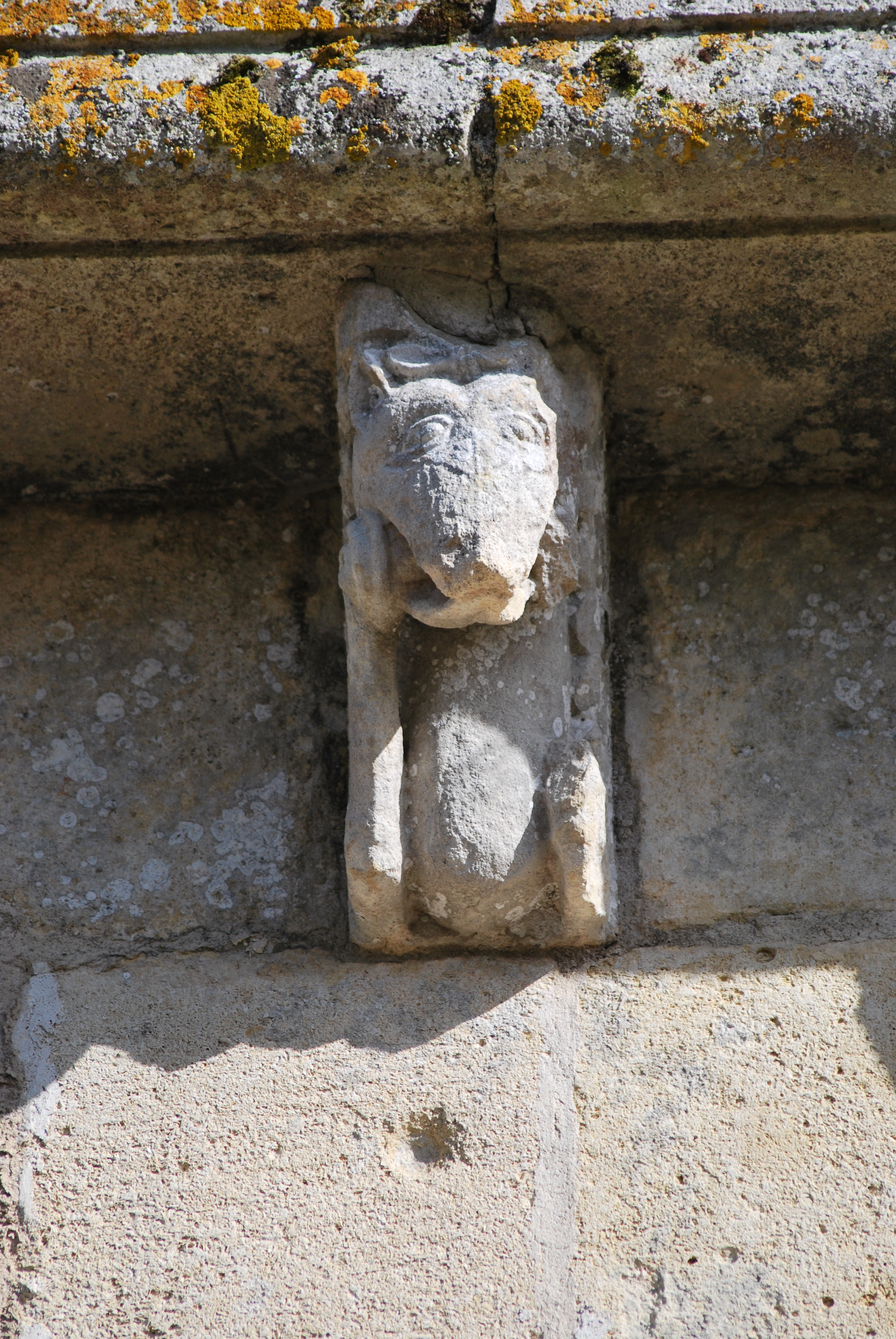
Bête tirant sa langue
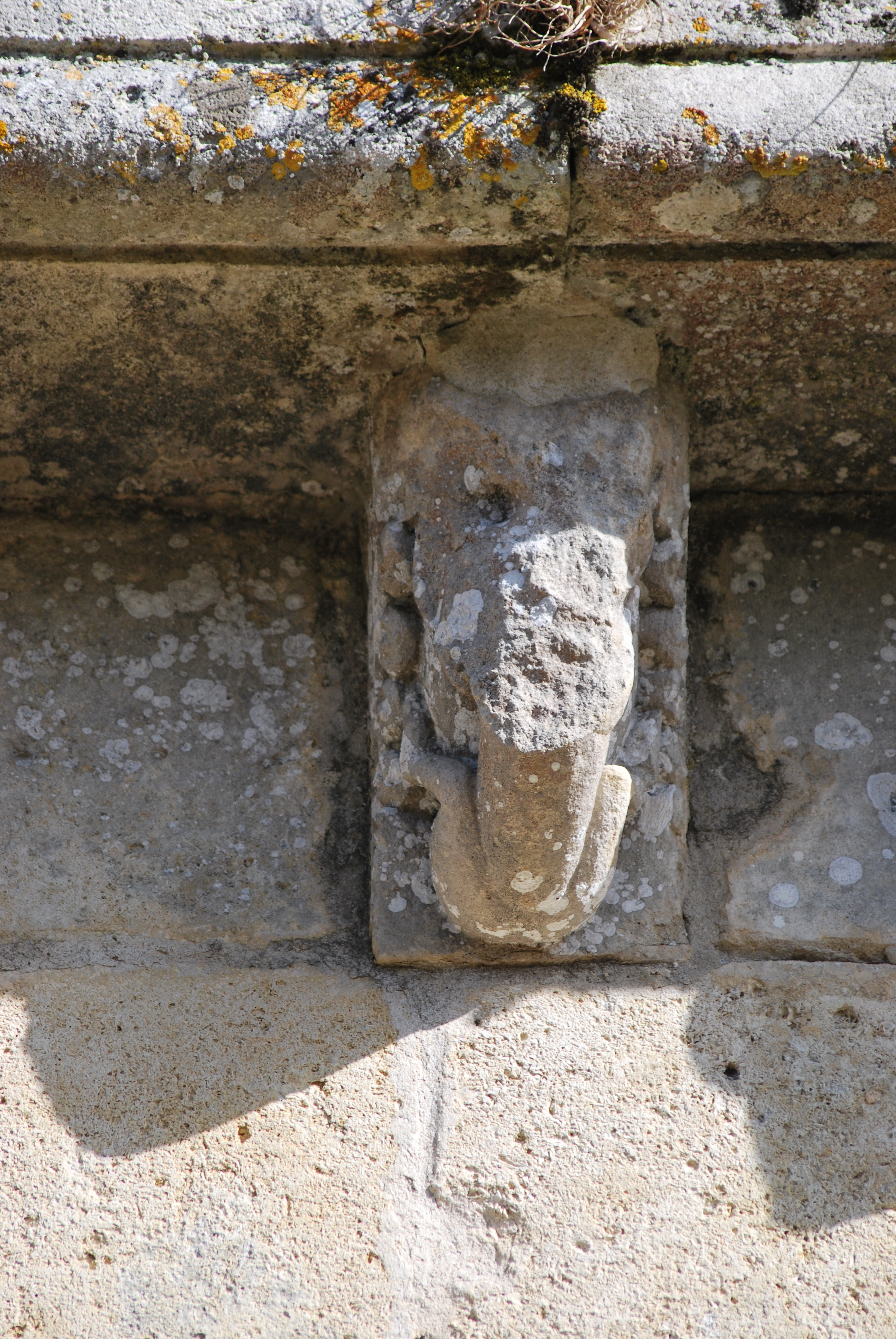
Homme « inverti » (détruit)
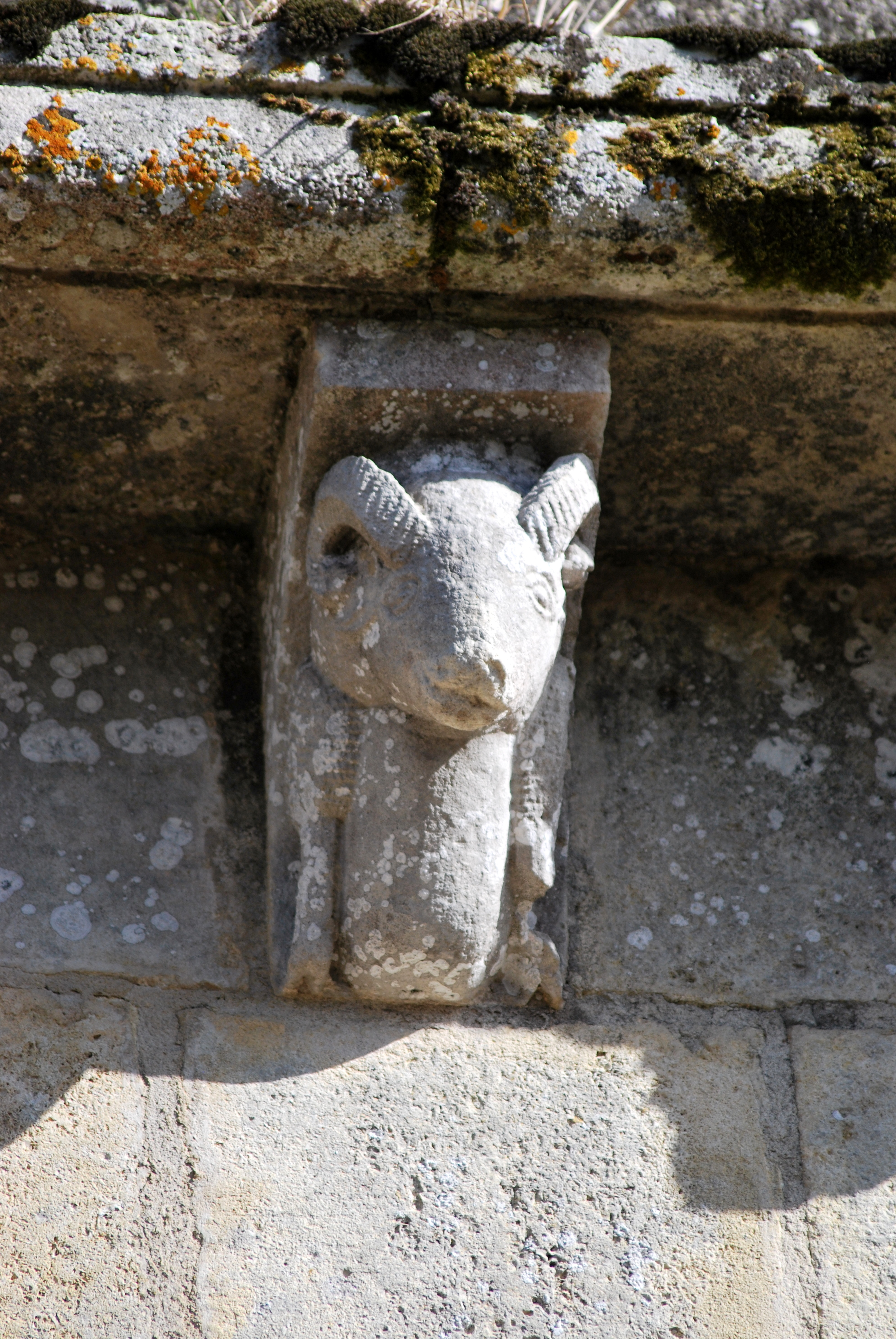
Bouc
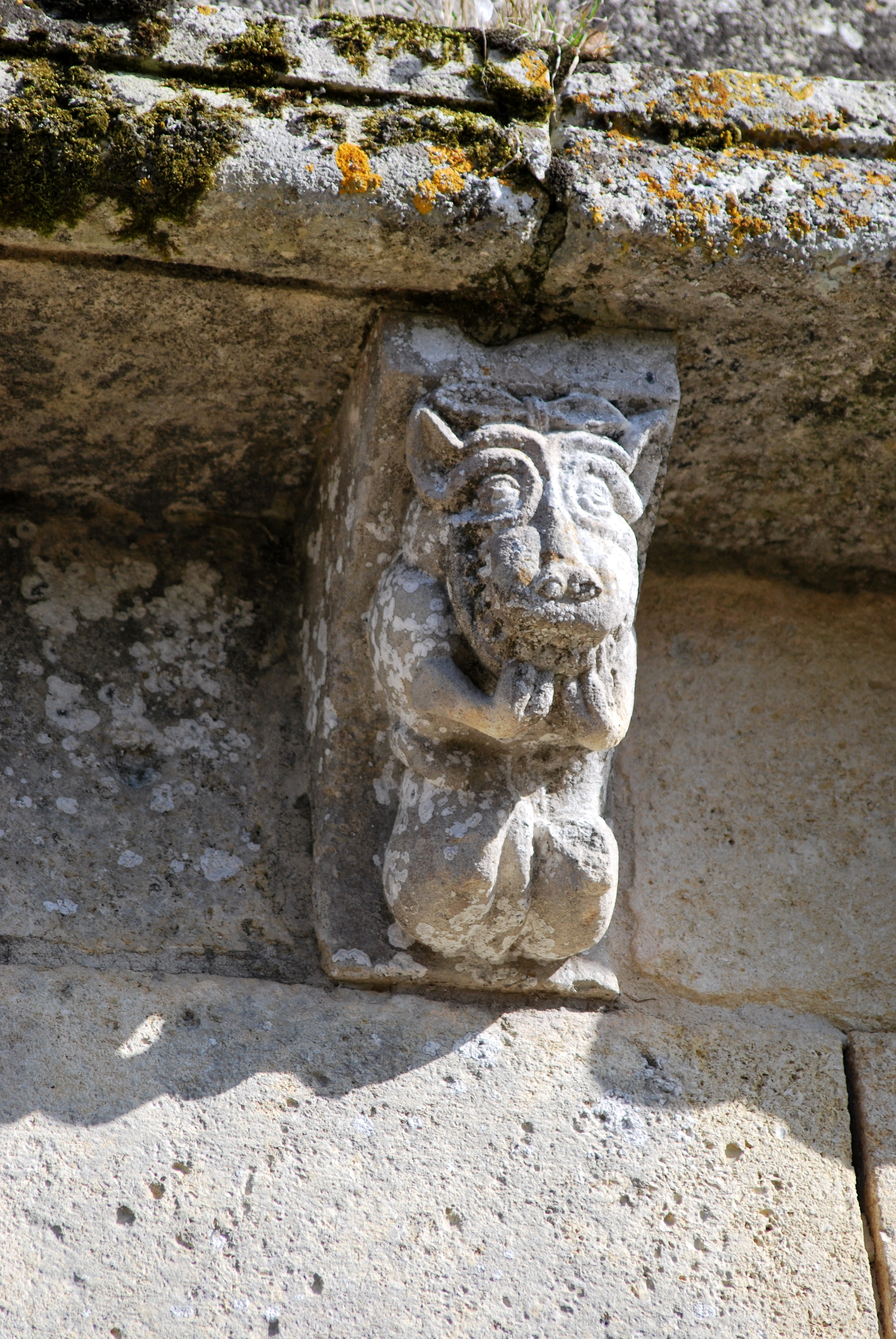
Monstre tirant sa bouche
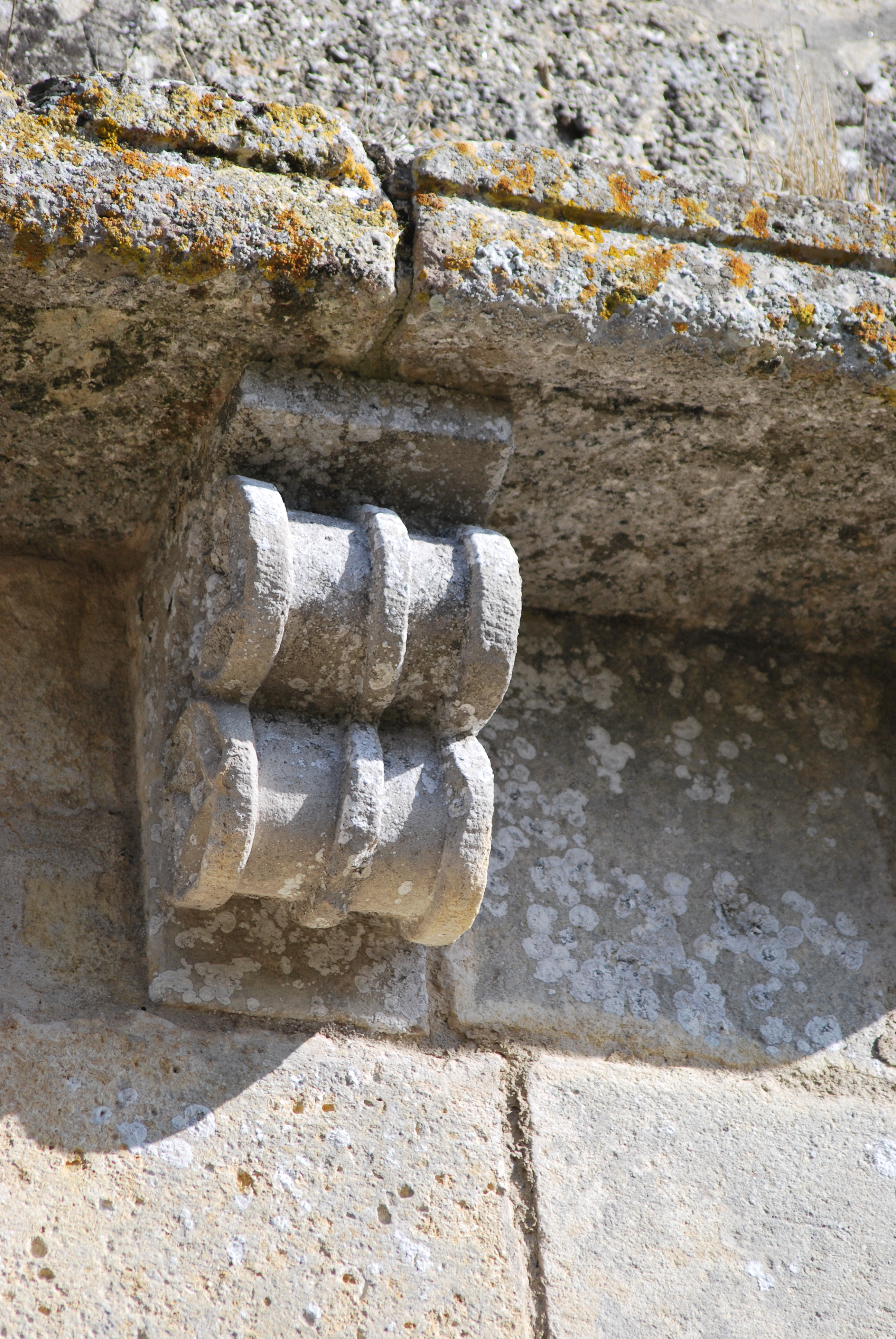
Deux tonnelets
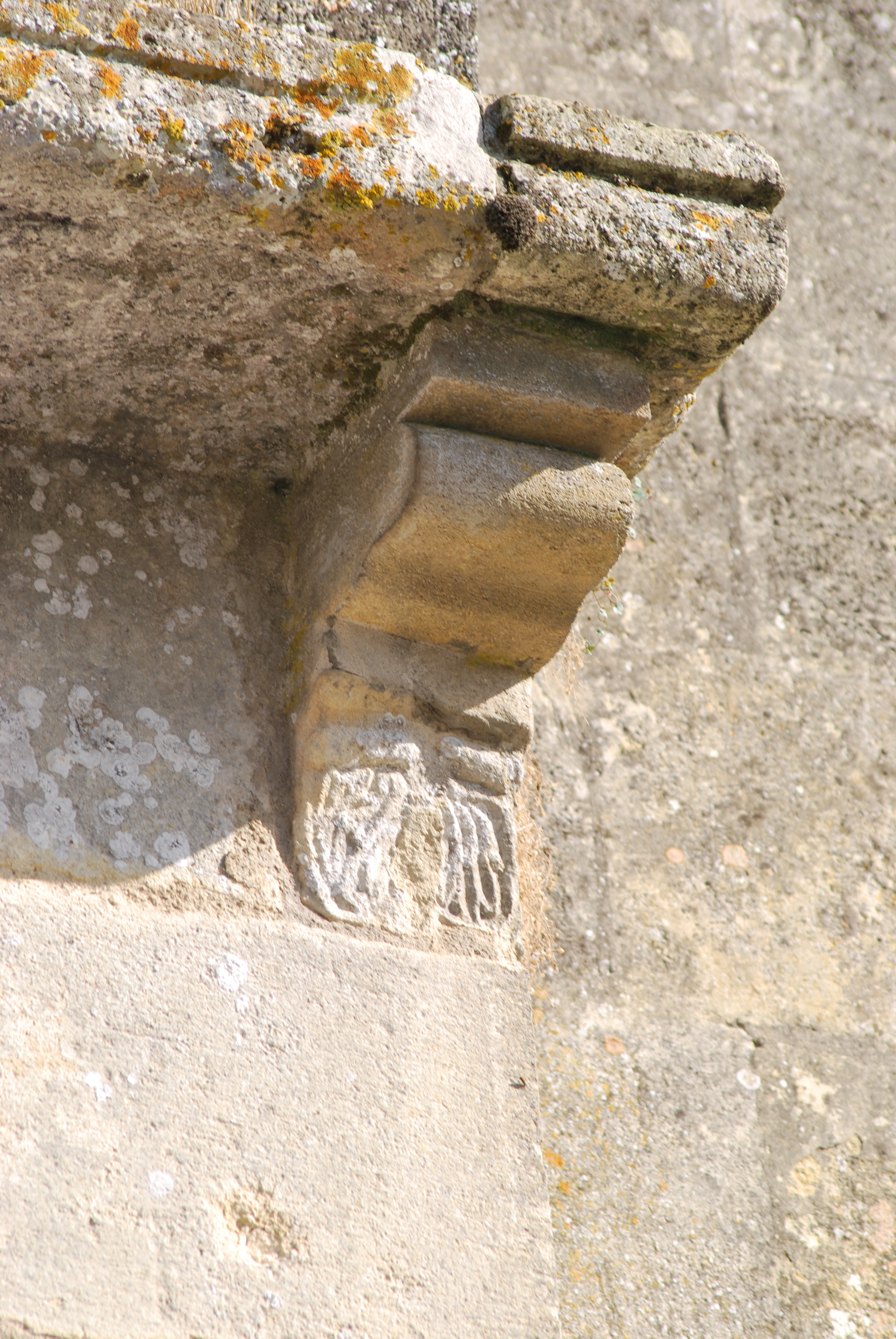
Feuillage

Parmi les modillons du chevet, on trouve un poisson vertical, quelques têtes d'animaux, d'hommes et des figures géométriques. On observe également le remploi d'une métope d'un oiseau sur le mur nord.

Les modillons du chevet
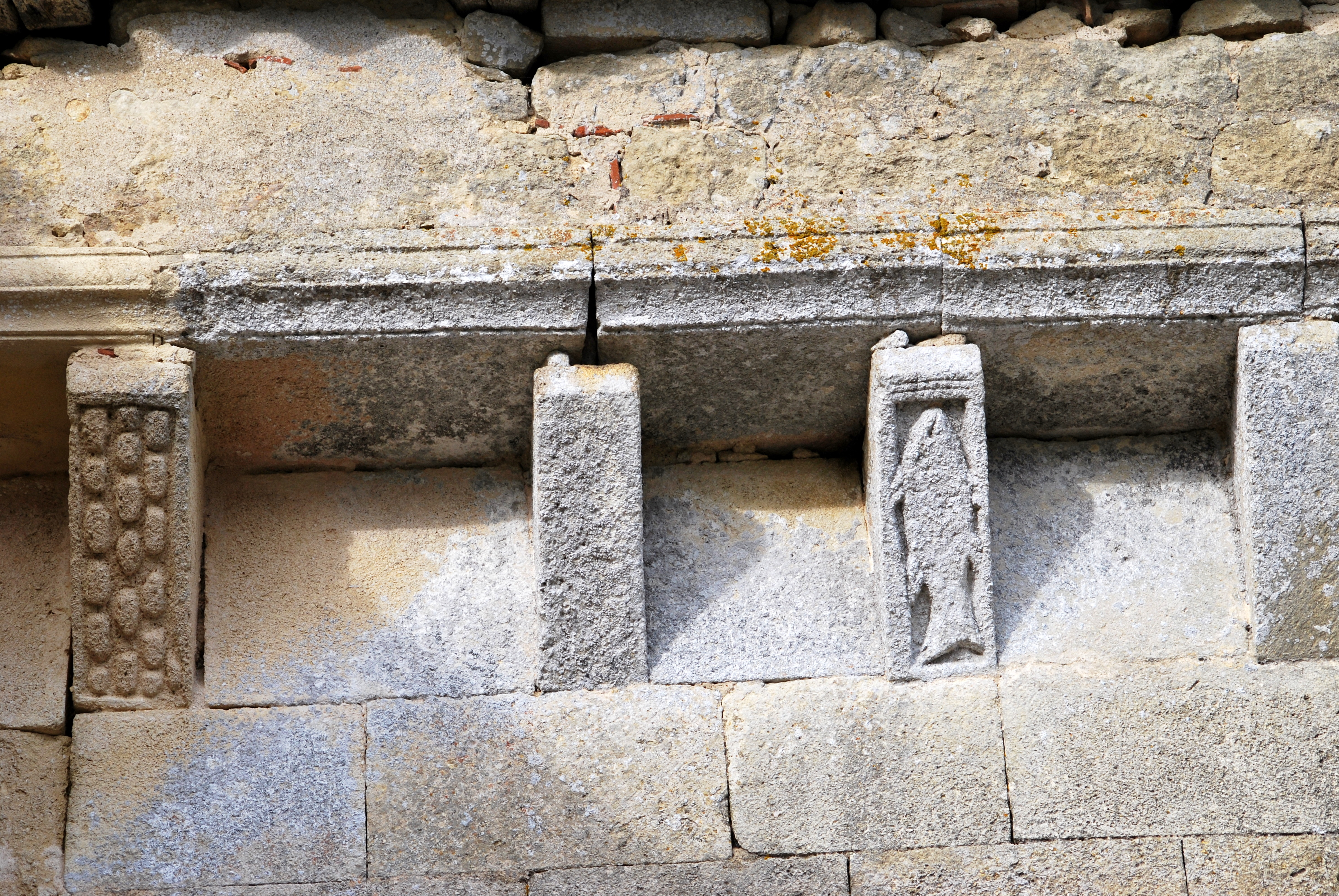
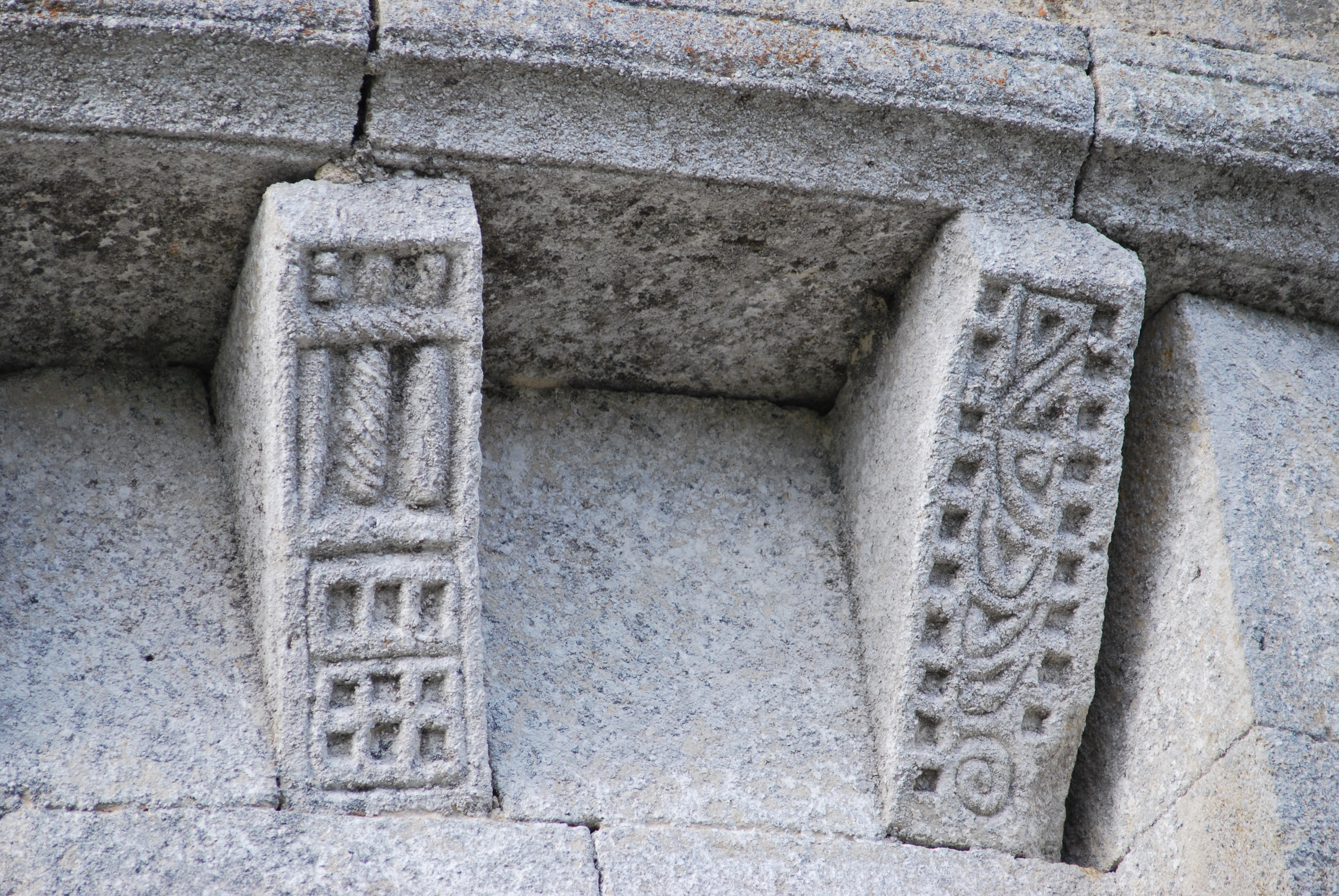
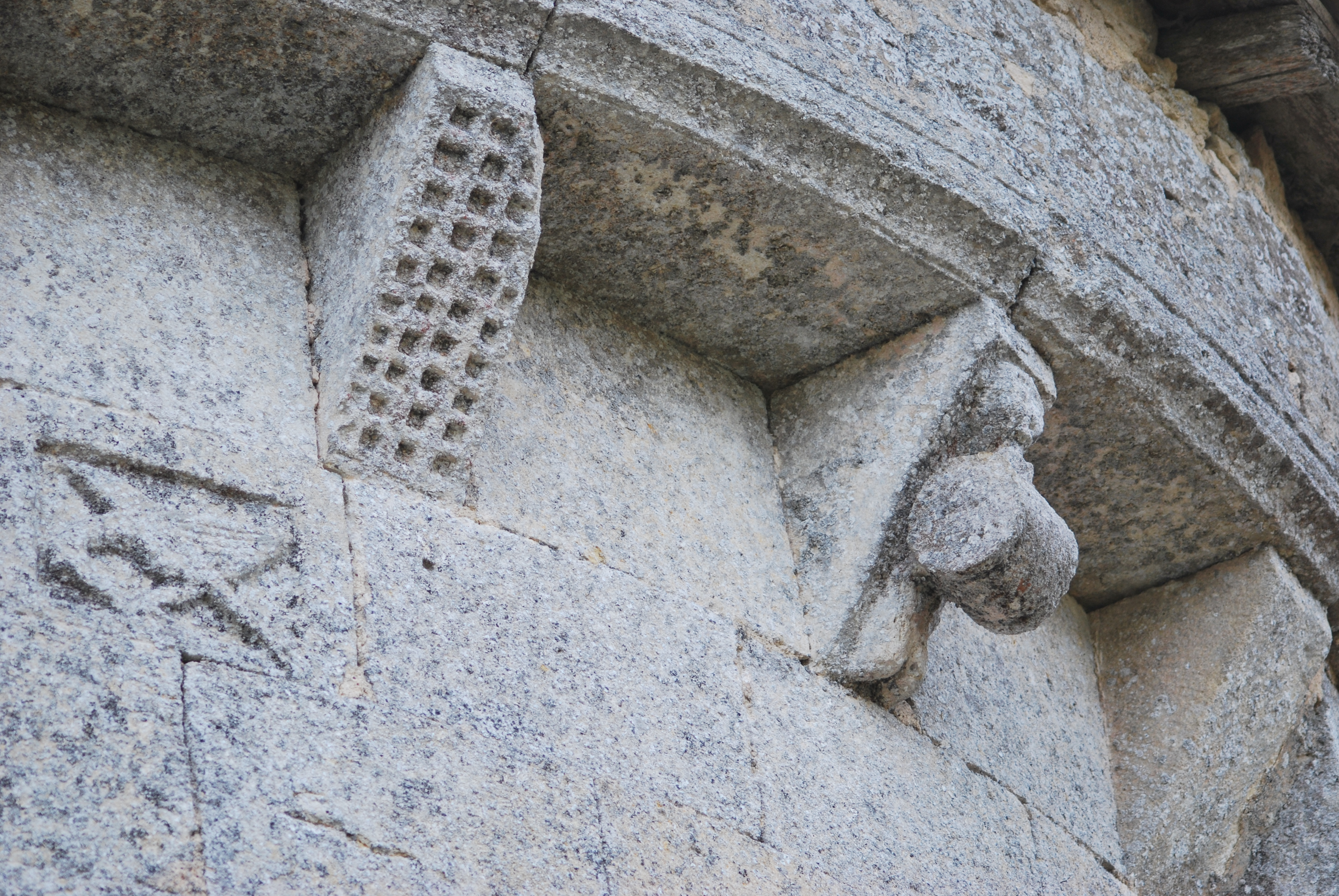
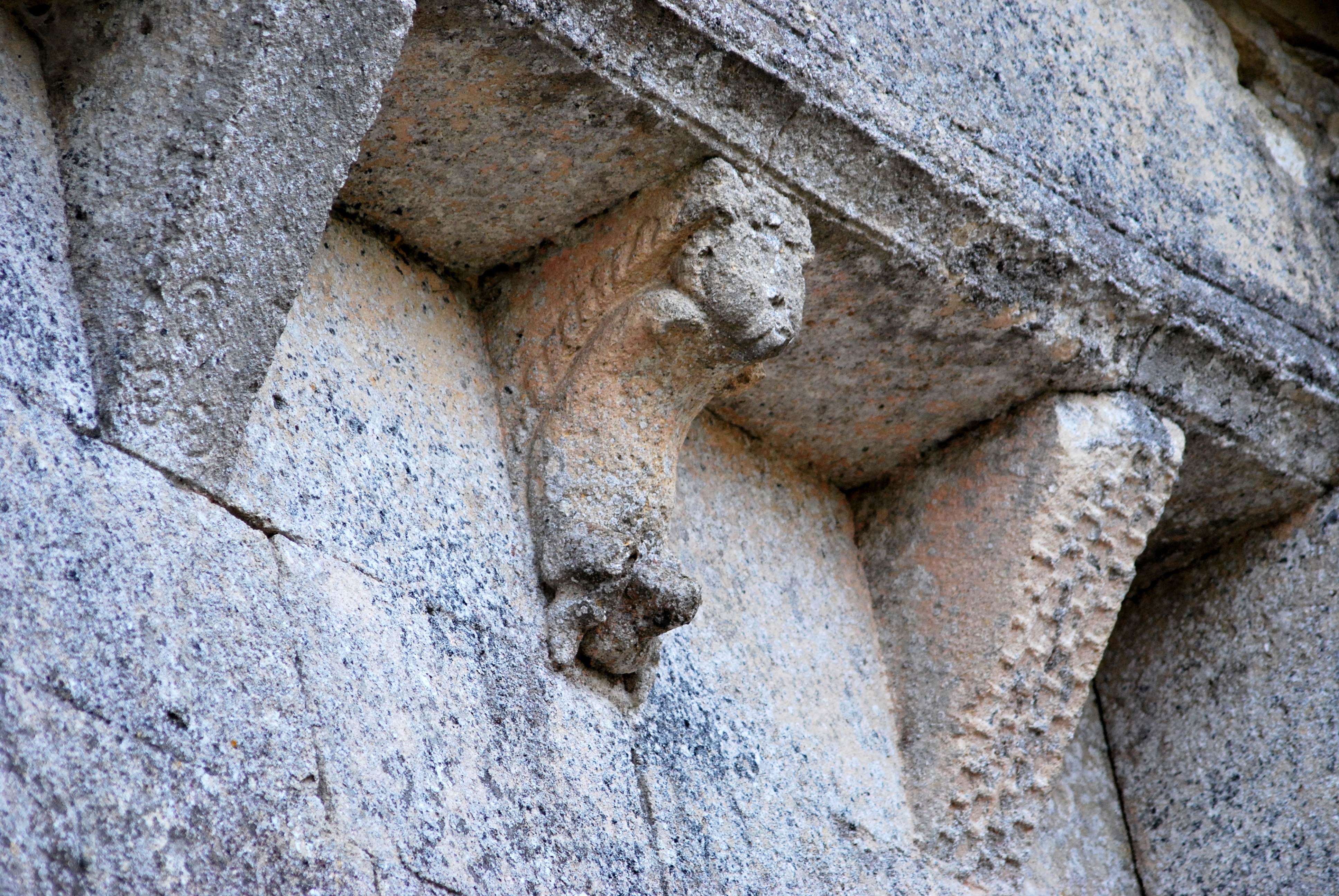
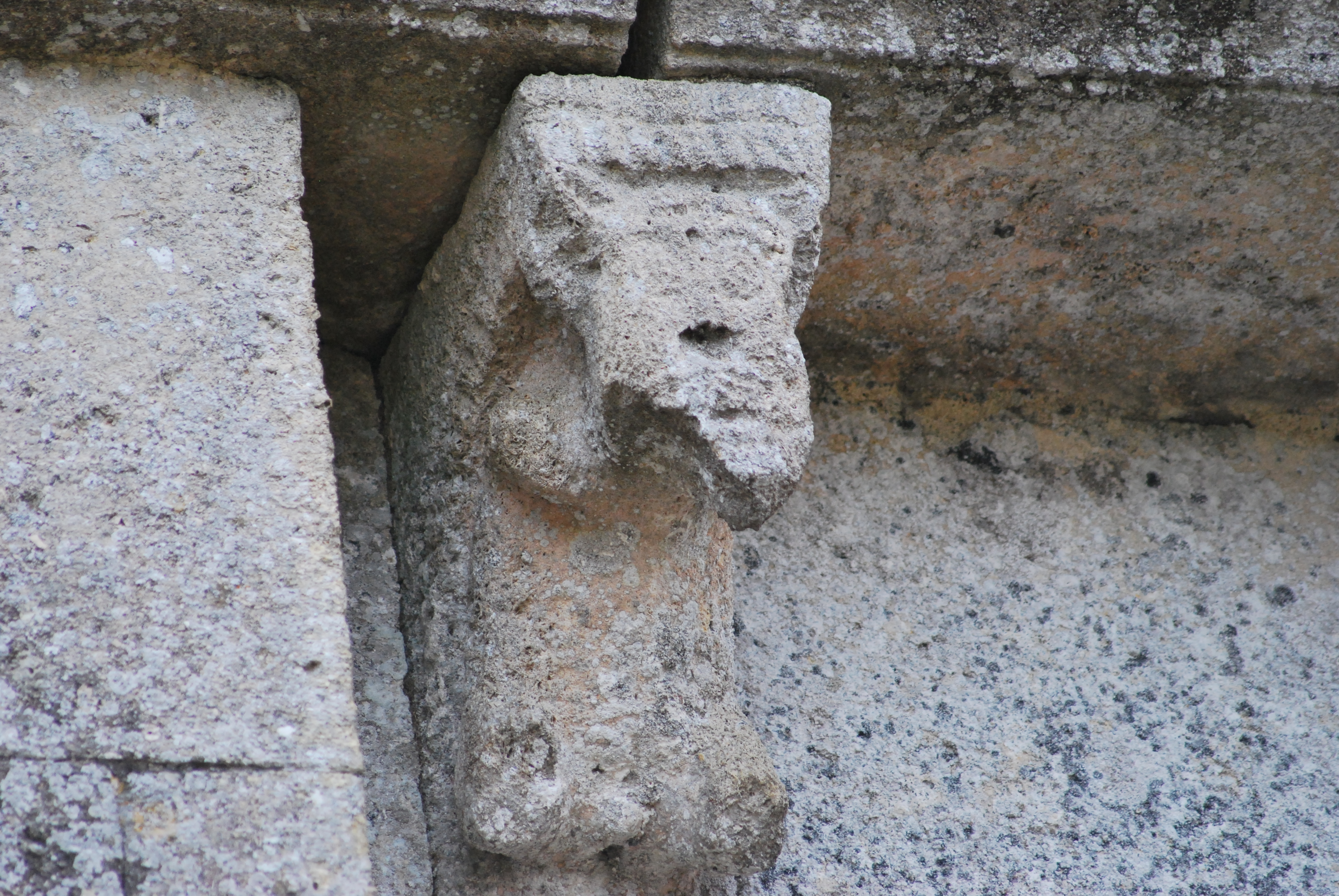
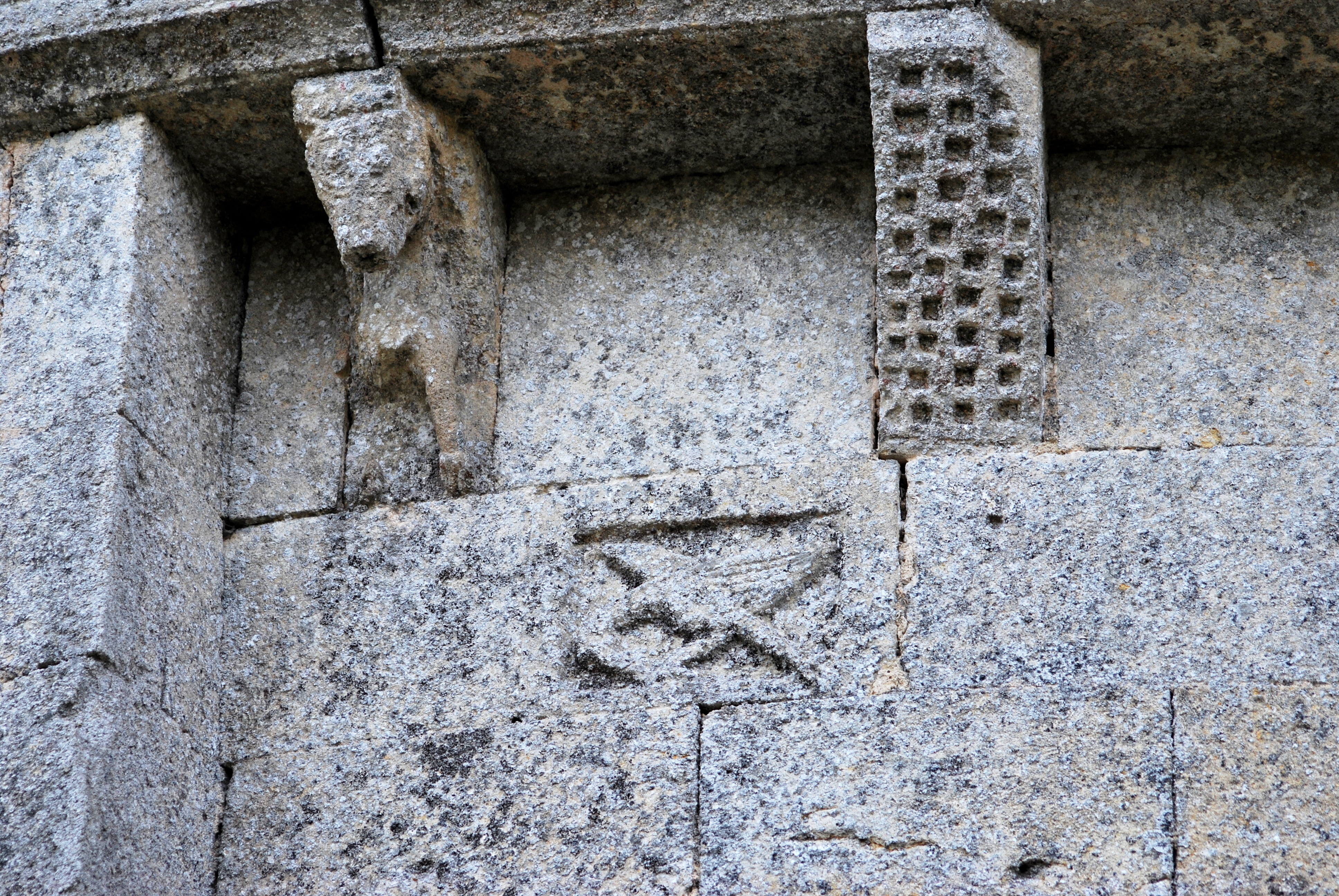
La métope sous les modillons